# فأر الرمل الهزيل
فأر الرمل الهزيل أو جرذ الرمل الهزيل (باللاتينية: Psammomys vexillaris) نوع من القوارض من عائلة الفأريات. يتواجد بالجزائر، ليبيا، وتونس، موئله الطبيعي هو أراضي الشجيرات المدارية الجافة والبحيرات المالحة المتقطعة.